# Rauchbier

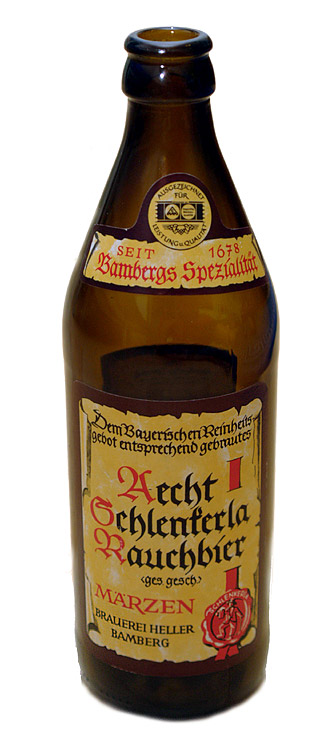
Aecht schlenkerla rauchbier

La Rauchbier (bière fumée) est une bière de fermentation basse, dont le malt a été séché au feu de bois de hêtre. Cela lui apporte un goût fumé caractéristique. Cette bière douce est, depuis 1678, la spécialité de la taverne Schlenkerla, à Bamberg, en Allemagne. On la brasse aussi à Nuremberg.
Elle se décline en plusieurs variétés : lager, urbock, weizenbier, fasten bier, eiche...
Aux États-Unis, on brasse également depuis quelques décennies, des variétés de smoked beer.
Michael Jackson la présente comme parfaite en accompagnement de mets fumés.

## Fabrication
Historiquement parlant, beaucoup de bières étaient des bières fumées. La raison est liée à la préparation du malt qui doit être séché pour la production de bière. Là où le séchage au soleil n'était pas possible en raison du climat, un feu de bois ouvert a été utilisé en lieu et place. La chaleur et la fumée traversent le malt vert placé au dessus du feu et le malt prend un goût fumé caractéristique. Au cours de la révolution industrielle, de nouvelles techniques ont été mises au point qui ont permis d’utiliser des systèmes de chauffage à base de combustibles fossiles tels que le charbon et le pétrole. Comme ces méthodes étaient moins coûteuses et plus faciles à manipuler, elles ont progressivement remplacé les anciennes cheminées de fumée.